# Wielrennen op de Gemenebestspelen 2006/baan
 Baanwielrennen  was een van de disciplines van de olympische sport wielersport die werd beoefend tijdens de Gemenebestspelen 2006. Voor de mannen werden er acht onderdelen en voor de vrouwen werden er vier onderdelen georganiseerd.

## Mannen

### 1 km tijdrit
| rang   | naam                  | land | tijd     |
| ------ | --------------------- | ---- | -------- |
| Goud   | Ben Kersten           | AUS  | 1:01.815 |
| Zilver | Jason Queally         | ENG  | 1:01.849 |
| Brons  | Chris Hoy             | SCO  | 1:02.071 |
| 4      | Craig MacLean         | SCO  | 1:02.983 |
| 5      | Hayden Godfrey        | NZL  | 1:03.919 |
| 6      | Cameron MacKinnon     | CAN  | 1:05.374 |
| 7      | Mohamad Hafiz Sufian  | MAS  | 1:06.011 |
| 8      | Yannik Morin          | CAN  | 1:07.621 |
| 9      | Percival Epeli Navolo | FIJ  | 1:23.766 |
| 10     | Vinesh Lal            | FIJ  | 1:28.113 |
| 11     | Rakeshwar Lal         | FIJ  | 1:29.337 |

### Individuele achtervolging
| rang   | naam                        | land | tijd     |
| ------ | --------------------------- | ---- | -------- |
|        | Finale                      |      |          |
| Goud   | Paul Manning                | ENG  | 4:23.799 |
| Zilver | Rob Hayles                  | ENG  | 4:28.616 |
|        | B-Finale                    |      |          |
| Brons  | Stephen Cummings            | ENG  | 4:24.767 |
| 4      | Jason Allen                 | NZL  | 4:30.319 |
|        | Voorronde                   |      |          |
| 5      | Marc Ryan                   | NZL  | 4:26.773 |
| 6      | Michael Hutchinson          | NIR  | 4:28.882 |
| 7      | Mark Jamieson               | AUS  | 4:30.399 |
| 8      | Hayden Roulston             | NZL  | 4:30.742 |
| 9      | Zack Bell                   | CAN  | 4:31.831 |
| 10     | Peter Dawson                | AUS  | 4:34.269 |
| 11     | Svein Tuft                  | CAN  | 4:36.390 |
| 12     | Rupert Rheeder              | RSA  | 4:40.078 |
| 13     | Muhammad Fauzan Ahmad Lufti | MAS  | 4:46.271 |
| 14     | Amirrudin Jamaludin         | MAS  | 4:49.106 |

### Ploegachtervolging
| rang   | naam                                                                                 | land | tijd      |
| ------ | ------------------------------------------------------------------------------------ | ---- | --------- |
|        | Finale                                                                               |      |           |
| Goud   | Stephen Cummings Rob Hayles Paul Manning Chris Newton                                | ENG  | 4:02.699  |
| Zilver | Ashley Hutchinson Matthew Goss Mark Jamieson Stephen Wooldridge                      | AUS  | 4:05.494  |
|        | B-Finale                                                                             |      |           |
| Brons  | Hayden Godfrey Tim Gudsell Marc Ryan Peter Lathan                                    | NZL  | 1 ronde   |
| 4      | Amirrudin Jamaludin Mohd Sayuti Mohd Zahit Muhammad Fauzan Ahmad Lufti Weng Kim Thum | MAS  | ingehaald |
|        | Voorronde                                                                            |      |           |
| 5      | Garth Conrad Thomas Jeremy Paul Maartens Rupert Rheeder Durwan Benjamin              | RSA  | 4:29.364  |

### Keirin
| rang   | naam             | land |
| ------ | ---------------- | ---- |
|        | A-Finale         |      |
| Goud   | Ryan Bayley      | AUS  |
| Zilver | Travis Smith     | CAN  |
| Brons  | Ross Edgar       | SCO  |
| 4      | Shane Kelly      | AUS  |
| 5      | Josiah Ng        | MAS  |
| 6      | Ben Kersten      | AUS  |
|        | B-Finale         |      |
| 7      | Justin Grace     | NZL  |
| 8      | John Cumberbatch | BAR  |
| 9      | Ricardo Lynch    | JAM  |
| 10     | Nathan Seddon    | NZL  |
| 11     | Mohd Rizal Tisin | MAS  |
| 12     | Jamie Staff      | ENG  |

### Puntenkoers
| rang   | naam                    | land | punten |
| ------ | ----------------------- | ---- | ------ |
| Goud   | Sean Finning            | AUS  | 137    |
| Zilver | Hayden Roulston         | NZL  | 119    |
| Brons  | Geraint Thomas          | WAL  | 110    |
| 4      | Evan Oliphant           | SCO  | 109    |
| 5      | Mark Richard Kelly      | IOM  | 106    |
| 6      | Peter Dawson            | AUS  | 70     |
| 7      | Ed Clancy               | ENG  | 66     |
| 8      | Zack Bell               | CAN  | 60     |
| 9      | James McCallum          | SCO  | 43     |
| 10     | Andy Tennant            | ENG  | 43     |
| 11     | Mark Cavendish          | IOM  | 38     |
| 12     | Richard Bowker          | NZL  | 27     |
| 13     | Jonathan Matthew Bellis | IOM  | 26     |
| 14     | Greg Henderson          | NZL  | 24     |
| 15     | Matthew Brammeier       | WAL  | 20     |
| 16     | Ross Sander             | WAL  | 13     |
| 17     | Martin Gilbert          | CAN  | 5      |
| 18     | Ian Stannard            | ENG  | 0      |

### Scratch
| rang   | naam                        | land | tijd      |
| ------ | --------------------------- | ---- | --------- |
| Goud   | Mark Cavendish              | IOM  | 23:05.540 |
| Zilver | Ashley Hutchinson           | AUS  |           |
| Brons  | James McCallum              | SCO  |           |
| 4      | Tim Gudsell                 | NZL  |           |
| 5      | Zack Bell                   | CAN  |           |
| 6      | Jonathan Matthew Bellis     | IOM  |           |
| 7      | Evan Oliphant               | SCO  |           |
| 8      | Mark Richard Kelly          | IOM  |           |
| 9      | Martin Gilbert              | CAN  |           |
| 10     | Greg Henderson              | NZL  |           |
| 11     | Garth Conrad Thomas         | RSA  |           |
| 12     | Mohd Sayuti Mohd Zahit      | MAS  |           |
| 13     | Ben Kersten                 | AUS  |           |
| 14     | Weng Kim Thum               | MAS  |           |
| 15     | Muhammad Fauzan Ahmad Lufti | MAS  |           |
| 16     | Rob Hayles                  | ENG  |           |

### Individuele sprint
| rang   | naam             | land | score   |
| ------ | ---------------- | ---- | ------- |
|        | Finale           |      |         |
| Goud   | Ryan Bayley      | AUS  | 2 - 0   |
| Zilver | Ross Edgar       | SCO  | 0 - 2   |
|        | B-Finale         |      |         |
| Brons  | Travis Smith     | CAN  | 2 - 0   |
| 4      | Matthew Crampton | ENG  | 0 - 2   |
|        | 5e t/m 8e plaats |      |         |
| 5      | Justin Grace     | NZL  | 1-0-0-0 |
| 6      | Josiah Ng        | MAS  | 0-1-0-0 |
| 7      | Marco Librizzi   | SCO  | 0-0-1-0 |
| 8      | Ricardo Lynch    | JAM  | 0-0-0-1 |

### Team sprint
| rang   | naam                                             | land | tijd   |
| ------ | ------------------------------------------------ | ---- | ------ |
|        | Finale                                           |      |        |
| Goud   | Ryan Bayley Shane Perkins Shane Kelly            | AUS  | 44.719 |
| Zilver | Justin Grace Nathan Seddon Adam Stewart          | NZL  | 46.366 |
|        | B-Finale                                         |      |        |
| Brons  | Ross Edgar Chris Hoy Craig MacLean               | SCO  | 44.282 |
| 4      | Jason Queally Jamie Staff Matthew Crampton       | ENG  | 44.309 |
|        | Voorronde                                        |      |        |
| 5      | Cameron MacKinnon Yannick Morin Travis Smith     | CAN  | 46.246 |
| 6      | Josiah Ng Junaidi Mohamad Nasir Mohd Rizal Tisin | MAS  | 46.578 |
| 7      | Jason Perryman Jason Forde John Cumberbatch      | BAR  | 53.059 |

## Vrouwen

### 500 m tijdrit
| rang   | naam               | land | tijd   |
| ------ | ------------------ | ---- | ------ |
| Goud   | Anna Meares        | AUS  | 34.326 |
| Zilver | Victoria Pendleton | ENG  | 34.662 |
| Brons  | Kerry Meares       | AUS  | 35.210 |
| 4      | Fiona Carswell     | NZL  | 35.635 |
| 5      | Elisabeth Williams | NZL  | 36.104 |

### Individuele achtervolging
| rang   | naam                   | land | tijd     |
| ------ | ---------------------- | ---- | -------- |
|        | Finale                 |      |          |
| Goud   | Katie MacTier          | AUS  | 3:35.196 |
| Zilver | Katherin Bates         | AUS  | 3:37.089 |
|        | B-Finale               |      |          |
| Brons  | Emma Jones             | ENG  | 3:40.057 |
| 4      | Alison Shanks          | NZL  | 3:40.878 |
|        | Voorronde              |      |          |
| 5      | Katrina Hair           | SCO  | 3:43.524 |
| 6      | Paddy Walker           | NZL  | 3:44.191 |
| 7      | Alexis Rhodes          | AUS  | 3:44.614 |
| 8      | Iona Wynter            | JAM  | 3:52.679 |
| 9      | Uracca Leow Hoay Sim   | MAS  | 3:59.430 |
| 10     | Noor Azian Binti Alias | MAS  | 4:05.107 |
| 11     | Wendy Houvenaghel      | ENG  | diskw.   |

### Puntenkoers
| rang   | naam                   | land | punten |
| ------ | ---------------------- | ---- | ------ |
| Goud   | Katherin Bates         | AUS  | 30     |
| Zilver | Rochelle Gilmore       | AUS  | 21     |
| Brons  | Kate Cullen            | SCO  | 13     |
| 4      | Gina Grain             | CAN  | 12     |
| 5      | Mandy Poitras          | CAN  | 10     |
| 6      | Joanne Kiesanowski     | NZL  | 9      |
| 7      | Emma Jones             | ENG  | 4      |
| 8      | Nikki Harris           | ENG  | 3      |
| 9      | Iona Wynter            | JAM  | 2      |
| 10     | Alexis Rhodes          | AUS  | 2      |
| 11     | Catherine Sell         | NZL  | 2      |
| 12     | Tammy Boyd             | NZL  | 1      |
| 13     | Uracca Leow Hoay Sim   | MAS  | 1      |
| 14     | Noor Azian Binti Alias | MAS  | 0      |

### Individuele sprint
| rang   | naam               | land | score |
| ------ | ------------------ | ---- | ----- |
|        | Finale             |      |       |
| Goud   | Victoria Pendleton | ENG  | 2 - 1 |
| Zilver | Anna Meares        | AUS  | 1 - 2 |
|        | B-Finale           |      |       |
| Brons  | Kerrie Meares      | AUS  | 2 - 0 |
| 4      | Elisabeth Williams | NZL  | 0 - 2 |
|        | 5e t/m 6e plaats   |      |       |
| 5      | Fiona Carswell     | NZL  | 1-0   |
| 6      | Kate Cullen        | SCO  | 0-1   |

## Medaillespiegel
| rang | land          | goud | zilver | brons | totaal |
| ---- | ------------- | ---- | ------ | ----- | ------ |
| 1    | Australië     | 8    | 5      | 2     | 15     |
| 2    | Engeland      | 3    | 3      | 2     | 8      |
| 3    | Man           | 1    | 0      | 0     | 1      |
| 4    | Nieuw-Zeeland | 0    | 2      | 1     | 3      |
| 5    | Schotland     | 0    | 1      | 5     | 6      |
| 6    | Canada        | 0    | 1      | 1     | 2      |
| 7    | Wales         | 0    | 0      | 1     | 1      |

1934 · 1938 · 1950 · 1954 · 1958 · 1962 · 1966 · 1970 · 1974 · 1978 · 1982 · 1986 · 1990 · 1994 · 1998 · 2002 · 2006 (baan - weg) · 2010 · 2014 · 2018 · 2022 · 2026
Atletiek · Badminton · Basketbal · Boksen · Bowls · Gewichtheffen · Hockey · Mountainbike · Netball · Ritmische gymnastiek · Rugby Sevens · Schietsport · Schoonspringen · Squash · Synchroonzwemmen · Tafeltennis · Triatlon · Turnen · Wielersport (baan · weg) · Zwemmen